# Salm-Hogstraten
Salm-Hoogstraten fou un Wildgravi i Ringravi del Sacre Imperi Romanogermànic sorgit el 1696 de la segona partició de Salm-Neuweiler.
El 1738 va heretar Salm-Salm (sorgit de la primera partició de Salm-Neuweiler) i el gener del 1739 va agafar el nom de Salm-Salm. El juny de 1740 el príncep Nicolau fou creat duc d'Hoogstraten.
Vegeu: Principat de Salm-Salm